# Lambda Arietis
Lambda Arietis (λ Ari, λ Arietis) este o stea dublă din constelația Berbecul. Bazat pe schimbarea anuală a paralaxei de 25,32 secunde de arc, acest sistem dublu se află la o distanță aproximativă de 129 ani lumină (40 parseci) de Pământ. Perechea de stele are o magnitudine aparentă vizuală de 4,79,  care este destul de luminoasă pentru a permite observarea cu ochiul liber. Deoarece membrul secundar galben este aproape cu trei magnitudini mai fad decât cel primar, stelele pot fi cu greu observate individual cu un binoclu de 7× și sunt ușor de distins la 10×.
Componenta mai luminoasă este o stea de secvență principală de tipul F cu o magnitudine vizuală de 4,95 și clasificarea spectrală F0 V.  La o separație angulară de 37,4 secunde de arc, a doua este mai fadă și are magnitudinea 7,75. Aceasta este o stea se secvență principală de tipul G cu clasificarea spectrală G1 V. 